# Roskildekrøniken
Roskildekrøniken (latin: Chronicon Roskildense) er et lille latinsk værk - men skrevet i Roskilde - der ansees at være den ældste danske historiske beretning på skrift. Traditionelt sagt omhandler krøniken den tid hvor kristendommen blev indført i Danmark, fra Harald Danekonges dåb i Mainz år 826 til begyndelsen af Valdemarernes tid i 1100-tallet.
I den historiske tradition er Roskildekrøniken en del af Danmarks nationalhistorie (de) - "[…]det ældste forsøg på at skrive en sammenhængende fremstilling af Danmarks historie," (Olrik 1898), "[…]bortset fra nogle annalistiske optegnelser[…]vistnok[…] det ældste af en dansk Mand forfattede Værk, der med særlig opmærksomhed behandler Danmarks verdslige, politiske Historie.", (Gertz 1917), som "[…]i kraft af sin tæthed på begivenhederne altid [har] spillet en vigtig rolle for tolkningen af Danmarks historie i det sene 1000-tal og det tidlige 1100-tal." (Gelting 2002).

## Manuskripterne
Der kendes 3 hovedkilder til bestemmelsen af den oprindelige beretning; de er beskrevet af Gertz, herfra stammer også bogstavkoderne K, O og S. Arkivoplysningerne for S er ikke opdaterede.
- Codex Kiloniensis - ms: SH 8, AH - fol. 49-63 (K) ; 13.århundrde ; Universitetsbiblioteket i Kiel. Digitaliseret: uni-kiel.de Cod. ms. SH 8 AH. Faksimile: Kroman 1962, Bergsagel 2010.
- Petri Olai Collectanea (i Codex Arnæmagnæanus) - ms: AM 107 8vo - fol. 145-159 (O) ; 16.århundrde ; Den Arnamagnæanske Samling, København.
- Systema Stephanie - ms: "de la Gardies Collection, Num.25 - 29 Fol."(?) - fol. 5-10 (S) ; 17.århundrde ; Universitetsbiblioteket i Uppsala.

De 3 hovedkilder synes at dele nogle typiske afskrivningsfejl, dvs. det fælles forlæg har ikke været forfatterens manuskript. O og S er muligvis baseret på en fælles tekst, men S er karakteriseret ved nogle tekstafvigelser som "afgjort skyldes vilkårlig interpolation".
Udover bemærkningen om K - "som vor ældste Kilde fortjener det særlig Paaagtelse" - er det konklusivt at specielt O kan supplere læsningen af K; mest nævneværdigt er en uoverensstemmelse i passagen der beskriver en del af de mulige geografiske fordelinger af konger. Her mangler en linje i K, hvilket vurderes til at være en fejl som er blevet udbedret i O og S. I K mangler også tekstens slutning - beretningen slutter midt i en sætning - hvilket skyldes det sidste blad i kodeksets næstsidste læg er bortkommet. O og S supplerer her læsningen, markeret
latin: Continuatio hos Waitz, "Krønikens fortsættelse" hos Gelting.
Krønikens titel er moderne og findes ikke i manuskripterne. Hos Stephanie findes overskriften Incerti Auctoris Chronologia ex eodem antiquissimo in membrana M.S. Codice Bibliothecæ Hafniensis, ab A.C. 826 ad A. 1157 Begyndelsen til den ældste afskrift findes afbildet hos Gelting.

## Krønikens tekst
Krønikens tekst omfatter henved 10 sider og antages at være skrevet af en dansk gejstlig, formentlig tilnyttet det kirkelige miljø ved domkirken i Roskilde - domkapitlet - i midten af 1100-tallet.
"Chronicon Roskildense", i dag "Roskildekrøniken" - "den hævdvundne betegnelse" - skyldes velnok tekstens forfatter synes at give stor opmærksomhed til domkapitlet i Roskilde, en iagttagelse der går tilbage til editio princeps i 1722 hvor Langebek gav titelen "Anonymi Roskildensis Chronicon Danicum ab 826-1157".
Dateringen er dels baseret på at krønikens oprindelige tekst slutter med striden om sædet som ærkebiskop mellem Rike og Eskil i 1138. Hertil kommer at Olaf omtales som om han endnu var i live - "Alene Olaf er tilbage", "latin: Olauus unus superest" - og han blev myrdet 1143. Gertz vurderer heraf 1140 som en sandsynlig dato. Gelting mener til gengæld krøniken "blev benyttet" i 1140, og vurderer heraf, sammen med nogle andre detaljer, den sandsynlige dato må være 1138.
Beretningen indtil Sven Estridsens tid har haft et forlæg i Adam af Bremens skrift "Gesta Hammaburgensis ecclesiae pontificum" - og tiltider i form af afskrift - og er endvidere baseret på et flertal af kilder: Engelske skriftkilder, mundtlige vidnesbyrd fra "engelske gejstlige" udsendt til Danmark og endelig også en mundtlig dansk overleveringstradition. Heroverfor står beretningen om Sven Estridsen, og tiden herefter, som en "førstehåndskilde for denne tids historie".

### En kort karakteristik
Roskildekrøniken beretter meget om væbnede konflikter mellem Skandinaviens konge-familier, i forløbet af ca. 300 år i perioden fra det 9. til 12.århundrede.
Den kirkelige institution er et evident element i krøniken, dels tydeligt ved omtalen af de mange kirker og gejstlige personer. I skildringen af Sven - søn af Gamle-Knud's søster, Estrid og Ulf Jarl (latin: duci vlf) - og tiden herefter bliver Guds retfærdighed beskrevet, og teksten får et religiøst, men også subjektivt præg.
Krøniken nævner både toponymer og etnonymer. Følgende efter Olriks oversættelse fra 1898; blandt andet daner, jyder, fynboere, skåninger, slesvigere.
Krøniken omtaler godt 100 navngivne personer, hvoraf henved en tredjedel er bisper, medregnet Ansgar's fælle Authbert. Resten er medlemmer af kongefamilier, pånær den særskilte omtale af stormanden Peter. Der er ialt 4 kvindenavne - Emma, Estrid og Alviva samt Bodil.
Mens der i teksten nævnes lokale forhold der har karakter af formale praksis-mønstre, såsom dåb og bispesæde, kirker, klostre og præsteskab, samt kongevalg - ifølge Olriks oversættelse endvidere leding og tinge - mangler teksten helt at omtale landbrug, håndværk, handel og litteratur.
Nefgiald tydes af Olrik som 'næsegæld' og måske noget i retning af tiende. Tekstens 'lov'
latin: lege
kunne sikkert nok forståes som en skriftlov. Selvom det ikke kan nægtes at 'lov' forekommer i krøniken, så er der vistnok ikke nogen nyere studier der har forbundet dette 'lov' med nogen af de skriftlove vi idag har kendskab til - 'lov' nævnes i krøniken til tiden før år 1100.[kilde mangler]
En partiskhed karakteriserer krønikens beskrivelse af Svend Estridsen og tiden herefter. Det er en partiskhed der genkendes som "en mærkværdig frimodighed og uforbeholdenhed, ikke sjældent også med stærk lidenskabelighed".

### "Krønikens fortsættelse"
I sammenhæng med den litterære aktivitet der fulgte med Knud Lavards helgenkåring blev der skrevet et omfattende ordinale, sandsynligvis omkring 1170, hvortil Codex Kiloniensis må være en tidlig afskrift. Ordinalet har en karakteristisk sprogstil, i form af stavrim, men det gælder dog ikke for de sidste blade af kodeksets næstsidste læg, den tekstdel der langt senere blev kendt som Roskildekrøniken. Noget forvirrende er "Krønikens fortsættelse" skrevet i stavrim, og både Gertz og Olrik tæller også ordinalet med som kilde til "Krønikens fortsættelse" - ordinalet har i øvrigt ordrette passager til fælles med fortsættelsen. Gertz mener det sandsynligvis netop er omkring 1170, og ved tilblivelsen af ordinalet, en ny slutning er kommet til, og krønikens allersidste sætning - der nævner to efterfølgende konger og fører kronologien op til Valdemar Sejr's tid, år 1202 - må så være kommet til senere. "Krønikens fortsættelse" synes at mangle perioden 1139-1146.
De primære holdepunkter for bestemmelsen af det oprindelige tekstforløb i Codex Kiloniens er dog omtalt: Dels den stilistiske karakter, i.e. mangelen på bogstavrim - her refererer Gertz og Olrik specielt til Steenstrup - dels også krønikens partiskhed, mens partiskheden i "Krønikens fortsættelse" er lidt anderledes: Her bliver Erik kaldt ved sit tilnavn: Emune, den mindeværdige, berømmelige.

### Tekstens virke i samtiden
Det er vanskeligt at sætte nærmere ord på tekstens virke i samtiden og eftertiden, for det er en tid der også netop er sparsom på tekstkilder; begyndelsen på Danmarks historiske tid, dvs. fra den tid hvor den latinske skrift vinder indpas.
Helge Søgård gav i 1968 udtryk for den ide - dog oprindeligt formuleret af Jørgen Olrik - at Roskildekrøniken måtte forståes i sammenhæng med Lejrekrøniken og at disse dermed udgjorde et startpunkt i en første dansk historietradition: Fortællingen om et dansk rige der begynder i den tid hvorfra sagnskikkelserne stammer. Det er denne tradition som et halvt hundrede år senere hævdes af Sven Aggesen og Saxo Grammaticus.
Geltings ide, der fremkommer i hans tilføjelse til oversættelsen, koncentrerer sig derimod om det politiske miljø og de politiske faktorer der har måttet være tilstede - det inkluderer specielt også den kirkeligt-institutionelle indsats. Roskildekrøniken er her en mindre detalje, og sandsynligvis et ad hoc arbejde udført på foranledning af biskop Eskil i forbindelse med striden om sædet som ærkebiskop.
Krøniken er formentlig blevet brugt som kildetekst af både Saxo og Aggesen, og Gelting mener som Søgård at krøniken fik "afgørende indflydelse på eftertidens historieskrivning".

## Den historiske beretning
Det fremgår meget umiddelbart af noterne til oversættelsen at krønikens historiske information er tvivlsom; ofte er det nødvendigt for Olrik, og senerehen Gelting, at korrigere for tekstens kongenavne og deres placering i tid. Generelt er oplysningerne netop bevidnet gennem andre kilder.
Ifølge Olrik er krønikens beretning også ældste vidnesbyrd for mordet på Ulf Jarl og aftalen mellem Harde-Knud og Magnus. Ligeledes omtalen af kong Frode er et ældste dansk vidnesbyrd, og at Frode lod bygge en kirke i Aarhus er ikke bevidnet i andre tekster.
De i krøniken nævnte bispesæder er:
- Domkapitlerne til Roskilde Domkirke, Lund Domkirke, Vestervig Kirke, Vor Frue Kirke (Aarhus), Ribe Domkirke og Slesvig Domkirke
- Ærkebispedømmet Bremen

## Publikationerne
Den første danske udgave er fra 1772, med J. Langebek som ledende redaktør. Langebek arbejdede udfra manuskript O, men under indflydelse af en tidligere tysk publikation, der var baseret på en fejlfyldt afskrift af S.
Gertz redigerede i 1917 en udgave baseret på de tre kildeskrifter. Den renskrevne latinske tekst er annoteret, men ikke oversat. Ligeledes har Gertz tilføjet linje-numre og inddelt krøniken i 20 kapitler.
Oversættelsen fra latin til dansk hos Olrik er baseret på Langebeks udgave, men med enkelte tekstrettelser. Oversættelsen er forsynet med mange noter. Geltings oversættelse fra 1979 er baseret på Olriks oversættelse, i kombination med den latinske tekst gengivet hos Gertz. Oversættelsen er suppleret af marginal-noter og efter oversættelsen af teksten har Gelting tilføjet en gennemgang af krønikens tid - det er den der er blevet revideret i 2002. Gelting benytter nummererede linier, som ikke samstemmer med Gertz's udgave.
Oversættelserne har relativt få referencer til manuskripter og publicerede studier - dvs. eksplicitte referencer, sådan som man almindeligvis forstår det, med angivelse af forfatter, titel, år og evt. side. Hos Olrik findes reference til Johannes Steenstrup (om stavrim), A.D. Jørgensen (om partiskhed) samt til Langebek (om tekstrettelser og det evt. forlæg til krønikens slutning). Hos Gelting findes en kommenteret litteraturoversigt.
Latin
- Langebek, J., red. (1772), "Anonymi Roskildensis Chronicon Danicum ab 826-1157", Scriptores Rerum Danicarum, vol. Tome I, Hafnia: Godiche, s. 373-387
- (uddrag) Georg Waitz; F. Jonsson; M. Perlbach; L de Heinemann, red. (1892), "Ex Historia Danorum Roskildensi", Inde ab anno Christi quingentisimo usque ad annum millesimum et quingentesimum, Monumenta Germaniae Historia, vol. 29, Hannoverae: Georg Heinrich Pertz, s. 21-26
- Gertz, M. Cl., red. (1917), "Chronicon Roskildense", Chronicon Roskildense et Chronicon Lethrense, Scriptores minores historiæ Danicæ, vol. 1, København: Selskabet for Udgivelse af Kilder til Dansk Historie, s. 3-33

Dansk
- Olrik, Jørgen, red. (1898), Den Ældste Danmarkskrønike (Roskildekrøniken), København: Selskabet til Historiske Kildeskrifters Oversættelse
- Lotte Fang (1979), Roskildekrøniken - Den ældste Danmarkshistorie, Viborg: Sesam A/S, ISBN 87-7324-517-8
- Gelting, Michael H (2002) [1979], Roskildekrøniken (Revideret kommentar, 2. udgave), Højbjerg: Wormianum, ISBN 8789531051

Faksimile
- Kroman, Erik, red. (1962), Codices scriptorum rerum Danicarum:cum Britannica praefatione. Chronica, Corpus codicum Danicorum medii aevi, vol. 4, Hafniae: Munksgaard, OCLC 159872181
- John Bergsagel; International Musicological Society; Study Group "Cantus Planus" (2010), The offices and masses of St. Knud Lavard ([d.] 1131) : (Kiel, Univ. Lib. MS S.H. 8 A.8), vol. 1, Copenhagen; Ottawa: Danish Royal Library; Canadian Institute of Mediaeval Music, ISBN 9788770230360

Digitaliseret
- Codex Kiloniensis - "Knud Laward", Schleswig-Holstein manuscripts – via uni-kiel.de - (urn:nbn:de:gbv:8:2-1492077)

## Eksterne links
- "The offices and masses of St. Knud Lavard", webbutikken – via kb.dk - Arkiveret 2015-11-17 hos  Wayback Machine
- Petri Olai Collectanea - "AM 107 8vo", Detaljer om håndskriftet – via handrit.is